# ソーシャルセリング
ソーシャルセリング (英: social selling)は、販売プロセスの一環として顧客との関係を発展させるプロセスのこと。今日、これはLinkedIn、Twitter、Facebook、Pinterestなどのソーシャルネットワークを介して行われることが多いが、本来はオンラインでもオフラインでも行うことができる。ソーシャルセリング手法の例には、関連コンテンツの共有、潜在顧客との直接のやり取り、パーソナルブランディング、ソーシャルリスニングなどがある。ソーシャルセリングはさまざまな業界で人気を集めているが、主にB2B (企業間取引) 販売や、消費者の高額商品の購入（金融サービス、自動車、不動産など）に使用される。 C2C企業（直接販売企業）は、インターネットが存在するずっと前から、ソーシャルセリング手法（つまり、関係構築）を使用してきた。 B2BおよびB2C企業は、ソーシャルメディアプラットフォームが登場してから、これらの手法の多くを採用している。
ソーシャルセリングはソーシャルマーケティングと混同されることがあるが、両者には2つの重要な違いがある。まず、ソーシャルセリングはマーケターではなく、営業に焦点を当てている。第二に、ソーシャルセリングは、1対多のメッセージを広めるのではなく、1対1の関係を育むことを目的としている。

## 概要
ブリティッシュコロンビア大学は、ソーシャルセリングの科学的研究を最初に確立した。彼らは、買い手と売り手の間に偶発的な類似点がある場合、購入が行われる可能性が高いことを発見した。 たとえば、2人が同じスポーツチームをフォローしている場合、彼らはつながりを感じる可能性が高くなる。ソーシャルテクノロジーを使うと、偶発的な類似点を発見できるため、潜在顧客とのより迅速な絆を築くことができる。 
ブリティッシュコロンビア大学が科学的分析を最初に行ったが、それ最初に実践し、セールス 2.0という用語を作り出したのはNigel Edelshainだった。この名前は、2006年に登場したWeb 2.0を真似たものだった。 Edelshainはインタビューで、販売の最大の問題は見込み客の段階にあると示唆した。その理由は、1990年代から2000年代初頭にかけての多くの営業手法は、営業担当者が見込み客と連絡をとったり、会議に参加したりして初めて実践できることが多かったためである。 セールス2.0に続いて、流行語のソーシャルセリングが登場した。 
企業はソーシャルメディアでのやり取りの投資収益率を高めるため、ソーシャルセリングの人気が高まっている。 組織の営業チームは、より本物のセールスリードを生成するために、顧客とつながるのに役立つ可能性のあるソーシャルメディアからデータを頻繁にマイニングする。 この方法であれば、潜在顧客により間接的な方法で、つまりコールドコールや強引な販売しなくてもアプローチが可能だからだ。  Koka Sextonはインタビューの中で、営業担当者がソーシャルメディアを使用して、つながりを活用して洞察を収集し、関係を構築する方法について話した。Sextonは、ソーシャルセリングの醍醐味は、関係を改善しながら、多くの販売プロセスをスピードアップするところだと述べた。 

## 賛否両論
ソーシャルセリング推進派は、変化する販売環境への必要かつ効果的な対応として、ソーシャルセリングを提唱している。彼らは、営業は依然として購入に影響を与えるが、購入プロセスを個人的に管理することはできなくなったと主張する。これらの推進派は、Corporate Executive Board（CEB）の調査では買い手が営業に連絡する前に、購入プロセスのほぼ60％が完了していると報告していると主張する。 有効性を示すために、推進派は、ソーシャルセラーがさまざまな主要業績評価指標（KPI）で他の営業よりも優れているとした、アバディーングループの調査を引用している。 
一方、最も一般的な否定派の主張は、「ソーシャルセリング」は真の販売方法ではなく誇張された流行語であるということだ。否定派は、対面式の会議は、関係を育むためにソーシャルネットワーキングよりも依然として効果的であり、ソーシャルネットワーキングは従来の営業活動に取って代わるのではなく補完するだけだと主張している。 